# フランシスコ・モヒカ

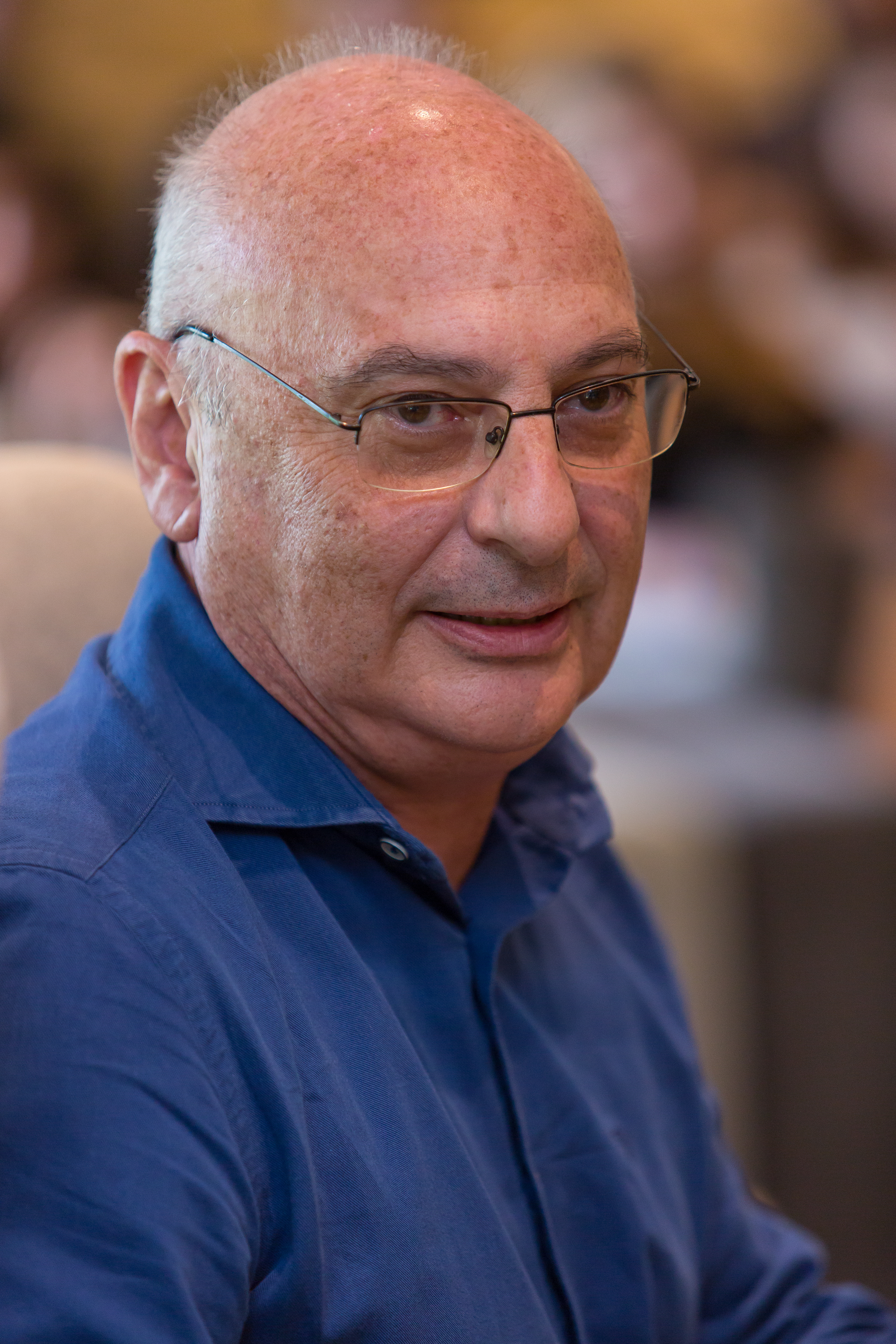
フランシスコ・モヒカ(2019年)

フランシスコ・フアン・マルティネス・モヒカ（Francisco Juan Martínez Mojica、1963年10月5日 - ）は、スペインの微生物学者。主な業績はCRISPRの実質的な機能の発見。

## 来歴
バレンシア州アリカンテ県エルチェ出身。1986年にバレンシア大学卒業、1993年にアリカンテ大学から生化学のPh.D.を取得した。ユタ大学とオックスフォード大学で博士研究員を務めた後、1997年からアリカンテ大学教授に就任した。

## 研究
大学院生時代の1989年に古細菌アーキアの一種であるハロフェラックス・メディテラネイ（Haloferax mediterranei）の遺伝子構造を研究し、約30塩基からなる反復クラスターを発見、さらに他の微生物の遺伝子についても調べた結果、結核菌やペスト菌など約20種類の細菌からも同様の反復クラスターが存在することを確認した。アーキアと細菌は約20億年に分岐していることから、微生物にとって極めて重要な役割を持つと推測した。
さらなる研究の結果、この反復クラスターには以前に感染したバクテリオファージの痕跡が含まれ、それが微生物の獲得免疫として機能していること突き止めた。さらに2001年に「CRISPR（clustered regularly interspaced short palindromic repeat）」と命名し、これが後にゲノム編集ツールであるCRISPR/Cas9に発展した。2017年オールバニ・メディカルセンター賞受賞。